# The All-American Rejects

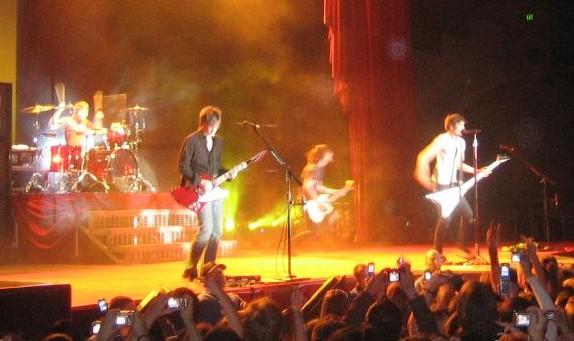
The All-American Rejects 2006

The All-American Rejects — американський поп-рок гурт, заснований у 1999 році у місті Стіллвотер, штат Оклахома. Складається з вокаліста та бас-гітариста Тайсона Ріттера, гітариста Ніка Віллера, ритм-гітариста Майка Кеннерті та барабанщика Кріса Гейлора.
Гурт досяг успіху після виходу свого дебютного альбому The All-American Rejects у 2003 році. Альбом отримав платиновий статус від RIAA та мав дуже успішний сингл «Swing, Swing». Другий альбом гурту Move Along (2005) приніс колективу більш широке визнання. Альбом мав три сингли: «It Ends Tonight», «Dirty Little Secret» та «Move Along» і всі вони були успішними та увійшли у топ-50 чарту Billboard Hot 100. Пісні «Move Along» та «Dirty Little Secret» тільки у США були офіційно завантажені 2 мільйони разів. Сам альбом став двічі платиновим. Третій альбом під назвою When the World Comes Down був представлений 16 грудня 2008 року. Отримав золотий статус від RIAA. Перший сингли з альбому «Gives You Hell» став першим великим успіхом гурту за межами США. Досяг 4 місця у чарті Billboard Hot 100 у США, третього місця в Австралії в Australian ARIA Singles та увійшов до двадцятки в UK Singles Chart. 21 березня 2011 роки сингл «Gives You Hell» став чотири рази платиновим у США з продажами у 4 мільйони копій.
Загалом, з часів заснування, The All-American Rejects продали понад 10 мільйонів альбомів по всьому світі. The All-American Rejects посіли 73 місце у списку Hot 100 Artists of the 2000s та 183 місце у Billboard 200 Artists of the Decade журналу Billboard.

## Дискографія
Студійні альбоми
- 2003: The All-American Rejects
- 2005: Move Along
- 2008: When the World Comes Down
- 2012: Kids in the Street